# San Valentino in Abruzzo Citeriore
San Valentino in Abruzzo Citeriore (IPA: [san valenˈtino in aˈbrutt͡so t͡ʃiteˈrjore]) è un comune italiano di 1 792 abitanti della provincia di Pescara in Abruzzo.

## Geografia fisica
Ubicato fra il fiume Pescara ed il fiume Orta, si trova nel comprensorio pedemontano della Maiella e del Morrone, che oscilla fra i 200 e i 650 m s.l.m., di cui fa parte l'omonima Comunità montana. San Valentino in Abruzzo Citeriore si trova a 450 m s.l.m. in un punto particolarmente panoramico dove è possibile scorgere tutta la valle del fiume Pescara in direzione dell'Adriatico.

## Origini del nome
Il comune compare nelle citazioni storiche che parlano del suo castello (chiamato Castel della Pietra) nel 1040. Il nome di San Valentino alla località è legato al momento della traslazione dei resti dei santi Valentino e Damiano da Terracina.
Dal 1863, dopo la proclamazione del Regno d'Italia, il paese assunse il nome di San Valentino in Abruzzo Citeriore (antica divisione amministrativa del Regno di Napoli di cui ha fatto parte), diventando con trenta lettere il comune italiano con il nome più lungo e creando alcune difficoltà con le operazioni postali.

## Storia
Nel comune sono state ritrovate pitture rupestri nella grotta dei Callarelli, il che fa ritenere che già in epoca preistorica la zona fosse popolata. Il territorio, successivamente abitato in qualche area sparsa, intorno all'anno 1000 sentì l'esigenza di una fortificazione per proteggersi dagli attacchi barbari; pertanto nel 1006 fu ufficialmente fondata.
Fino al 1182 era nota come Castrum de Petra sul Chronicon casauriense dell'abbazia di San Clemente a Casauria, e successivamente prese il nome recente a causa del martirio dei fratelli Valentino e Damiano presso un borgo della località Zappino. Nella metà del XII secolo fu feudo del Contado di Manoppello da parte di Drogone e poi di Riccardo di Trogisio. Nel 1233 fu inserita nel Giustizierato d'Abruzzo creato da Federico II di Svevia, nel successivo troncone dell'Abruzzo Citeriore del territorio sud di Chieti, da cui il nome.
Nel XIV secolo subì la dominazione degli Orsini e degli Acquaviva di Atri, fino alla distruzione nel 1423 da Braccio da Montone in marcia verso L'Aquila. Nel 1487 San Valentino fu di Ferdinando d'Aragona, che lo cedette a Organtino Orsini, che nel 1507 vendette il castello alla famiglia De Tolfa. Nel 1583 passò alla famiglia Farnese, venduto a Margherita d'Austria, che restaurò il castello. Nel 1860 con la proclamazione del Regno d'Italia, anche San Valentino fu interessata dal brigantaggio, e nella ruelle di Pesciuvalle si rifugiarono i fuorilegge Colafella da Sant'Eufemia e Colamarino da Roccamorice.
Nel 1927 fu costituita la provincia di Pescara, e San Valentino passò nel suo demanio territoriale. Nel 1948, da San Valentino fu staccata la frazione di Scafa, che divenne comune autonomo.

## Monumenti e luoghi d'interesse

### Architetture religiose

#### Duomo dei Santi Valentino e Damiano
Il duomo è una chiesa di impianto settecentesco con doppia torre campanaria.
Fondata nel XII secolo circa, come vuole la leggenda, per accogliere i martiri Valentino e Damiano, fu completamente ricostruita tra il 1771 e il 1791, per volere della famiglia Vanvitelli di Chieti. Danneggiata dal terremoto di Avezzano del 1915, nel 1926 fu restaurata da Antonino Liberi. Negli anni 1930 fu completata la facciata, e aggiunto un campanile gemello a quello già esistente.
La chiesa ha pianta rettangolare a croce latina; la facciata forma con i campanili un unico blocco di testata. I campanili si dipartono dal livello della facciata in su nelle celle campanarie con cupola a cipolla alla napoletana. La facciata è scandita da colonne classiche sul portale, e da un finestrone centrale tripartito, con lunetta superiore, mostrando elementi di architettura neoclassica e neogotica. L'interno a tre navate è molto semplice, in stile tardo barocco, presentando una volta a botte e arcate a tutto sesto sul colonnato.

#### Chiesa di Sant'Antonio
Lungo il perimetro dell'originario nucleo si trova la chiesetta di Sant'Antonio Abate (XVII secolo), la quale ha una facciata barocca corredata di campanile a vela. L'interno a pianta che ricorda una croce greca è ricco di capitelli ionici, rosette, stucchi e riquadri tipicamente barocchi sulle quali si trova una cupola molto bassa con una croce in stucco e delle stelle.

#### Chiesa di San Donato
La Chiesa di San Donato, architettonicamente semplice, presenta all'interno un'unica navata con abside semicircolare e altari laterali.

#### Chiesa di San Nicola di Tolentino
La Chiesa di San Nicola del 1596 è un ex convento dei frati agostiniani. La facciata intonacata ha una scalinata che porta al piano di calpestio e all'interno una sola navata con cielo a botte con cappelle laterali classicheggianti con colonne corinzie.

#### Chiese rurali fuori San Valentino
Fuori dalle mura esempi di chiese rurali, riconoscibili dalla semplicità architettonica che compone l'interno e l'esterno, sono le chiese della Madonna della Croce e di San Rocco entrambe poste lungo le vie antiche dei tratturi.

### Castello-palazzo Farnese
Il Palazzo Farnese, localizzato nella parte alta del paese, del quale è possibile vedere le numerose modifiche effettuate nel corso dei secoli e valutarne la veste di castello medievale e cinta fortificata è un palazzo nobiliare nonché palazzo gentilizio/rurale. Il castello ha una pianta circolare composta da mura alternate a torri di controllo, oggi mezzo inglobate nel palazzo cinquecentesco. Il palazzo vero e proprio ha perso molto della struttura originale, composto di sale varie gentilizie. Del 1507 è un'epigrafe, collocata nell'androne, fatta scolpire da Giacomo de Tolfa.
Fondato dai Normanni nella seconda metà dell'XI secolo, appartenne all'abbazia di San Clemente a Casauria, passando dagli Orsini agli Acquaviva, fino al dominio di Margherita d'Austria nel 1583, che lo restaurò nell'aspetto recente, assumendo il nome di "Palazzo Farnese". Fu il principale centro di amministrazione del comune fino all'epoca borbonica del XIX secolo.

### Siti archeologici e preistorici
Di notevole importanza sono gli insediamenti protostorici presenti nella zona come la Grotta carsica dei "Callerelli" , la Grotta Primavera, la Grotta Riparo e la Grotta del Buco Maledetto mentre la presenza di abitanti nel periodo italico è confermata dal ritrovamento di una necropoli nella contrada Sant'Angelo.

### Aree naturali
Una parte del territorio comunale, già compresa all'interno della ex riserva regionale Valle dell'Orta, è inclusa nel parco nazionale della Maiella e nel "Maiella GeoParco UNESCO".

## Società

### Evoluzione demografica
Abitanti censiti

### Tradizioni e folclore
- Il 9, il 10 e l'11 settembre vengono festeggiati rispettivamente sant'Emidio, san Nicola e i santi Valentino e San Damiano.
- Il 17 gennaio si festeggia sant'Antonio abate con la particolare rappresentazione musicale delle tentazioni da parte del demonio e la vendita all'asta di prodotti alimentari tipici[17].
- Suggestiva è la processione del Venerdì Santo con i ladroni incappucciati e a piedi scalzi che rievocano la morte di Gesù Cristo.[17]

## Cultura

### Museo dei fossili e delle ambre
Inaugurato nel 2004 in un palazzo settecentesco della Villa Olivieri, alle porte del paese, conserva vari fossili del territorio abruzzese, risalenti anche a 500 milioni di anni fa. Molto del materiale proviene anche da varie collezioni private Santoni Tanfi e Coccato Antonucci. Il museo si divide in due sale: quella paleontologica dei fossili e quella delle ambre.

## Amministrazione
| Periodo | Periodo   | Primo cittadino  | Partito                                       | Carica  | Note |
| ------- | --------- | ---------------- | --------------------------------------------- | ------- | ---- |
| 2013    | 2018      | Antonio Saia     | lista civica Obiettivi: solidarietà, sviluppo | Sindaco |      |
| 2018    | in carica | Antonio D'Angelo | lista civica Obiettivi: solidarietà, sviluppo | Sindaco |      |